# Трамвайный заговор General Motors

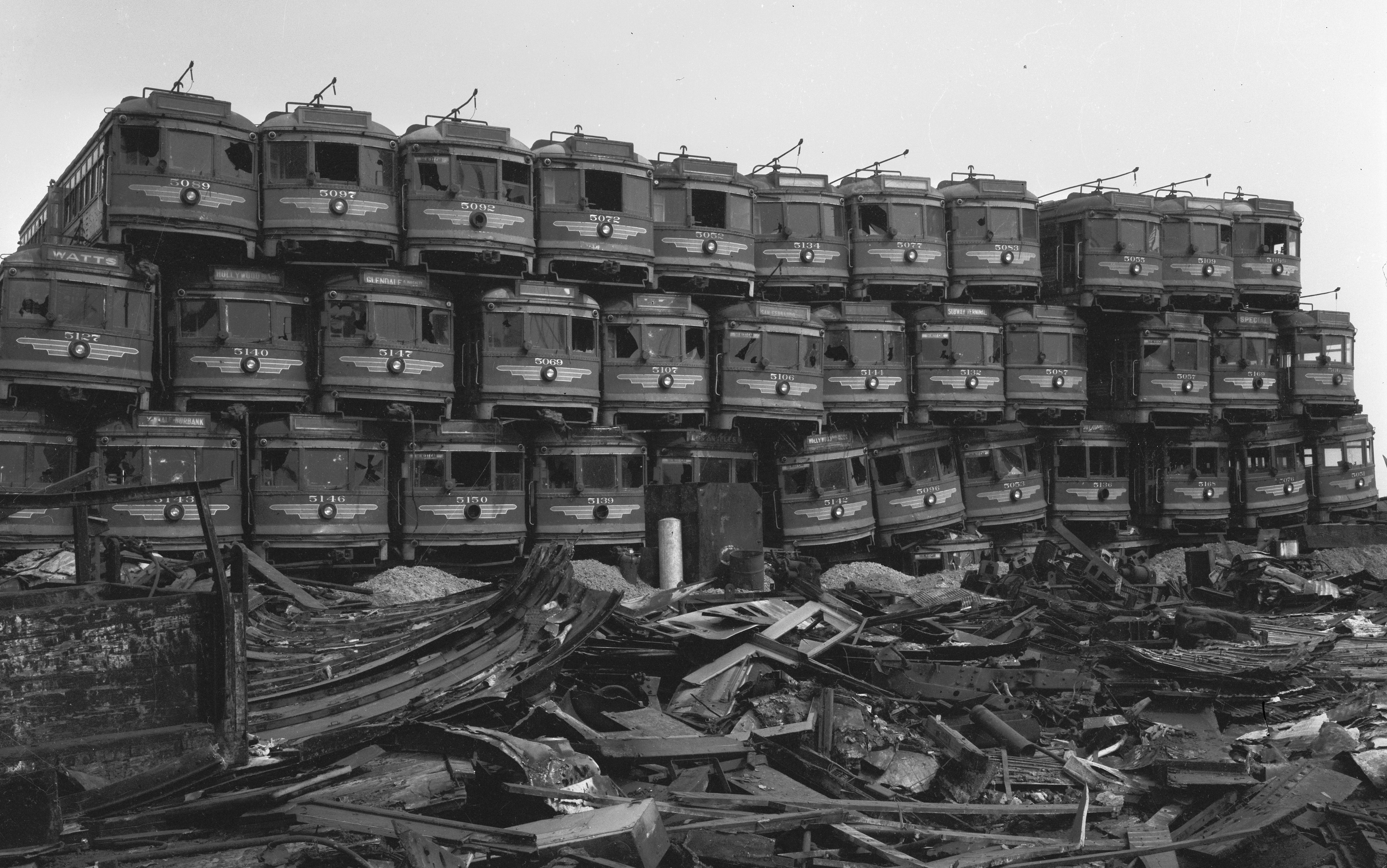
Списанные трамваи, сложенные друг на друга на острове Терминал в Калифорнии, 1956 год.

Большой американский трамвайный скандал (англ. Great American Streetcar Scandal), также известный, как трамвайный заговор General Motors — теория заговора, согласно которой трамвайная сеть США была заменена автобусами в середине XX века в результате действий таких холдинговых компаний, как National City Lines, Pacific City Lines и American City Lines. Эти компании были основаны картелем компаний, в который, кроме General Motors, вошли Firestone Tire, Standard Oil of California и Phillips Petroleum.
За заговор с целью покупки автобусов только компании General Motors, компания General Motors была оштрафована всего лишь на $5000, а каждый руководитель — на $1.
«С 1945 по 1954 год 9 млн людей переехали жить в пригороды. Всего с 1950 по 1976 год число американцев, живущих в больших городах, выросло на 10 млн, а в пригородах — на 85 млн. К 1976 году в пригородах жило больше американцев, чем в больших городах или в сельской местности».
В 2003 году автомобильные перевозки в США составили 5,4 % глобального спроса на энергию.
На 2005 год средний американец проезжает в день на автомобиле почти вдвое большее расстояние, чем в 1982 году.
В начале 2012 года мэр Вашингтона Винсент Грей объявил, что в 2013 году в городе вновь появится первая трамвайная линия (трамваи работали в столице США до 1962 года. В то время общая протяжённость трамвайных путей в городе составляла более 320 км.) Движение трамваев было возобновлено в 2015 году.

## Другие объяснения упадка общественного транспорта
Randal O’Toole утверждает, что трамваи исчезли в результате изобретения двигателей внутреннего сгорания и роста числа личных автомобилей и автобусов. В те времена практически каждый американский город с населением больше 10 тыс. человек имел по крайней мере одну трамвайную компанию. При этом 95 % трамвайных систем находились в частном владении.
Robert C. Post писал, что по стране возможный заговор мог коснуться не более чем 10 % всех трамвайных систем. При том что остальные 90 % тоже избавились от трамваев, как это случилось также в Англии и Франции.
Cliff Slater в своём заключении по истории общественного транспорта США отметил, что автобусы якобы заменили бы трамваи вне зависимости от возможного заговора General Motors. Причём, скорее всего, это произошло бы даже раньше, если бы не было регулирующего влияния правительства.
Хотя в крупных европейских городах трамвай был частично заменён метрополитеном, в США из-за интересов General Motors на смену ему пришли в основном автобусы. Из-за роста тарифов и последовавшего за этим снижения спроса общественный транспорт во многих городах США потерял своё прежнее значение. «Большой американский трамвайный скандал», наряду с длительным отсутствием государственных инвестиций в транспортную инфраструктуру, считается одной из главных причин слабой развитости городского общественного транспорта в Соединённых Штатах.
В начале 2000-х годов начался процесс восстановления трамвайного движения в городах, где он ранее был ликвидирован. Были построены новые линии в Вашингтоне, Детройте и многих других крупных городах, планируется к 2025 году строительство трамвайной линии в Нью-Йорке (Бруклин — Квинс).

## Восстановленные трамвайные системы США
- В 2001 году открыто трамвайное движение в Портленде.[9]
- В 2007 году возобновлено трамвайное движение в Сиэтле.[9]
- В 2013 году трамвай вернулся на улицы города Солт Лейк Сити.[9]
- В 2014 году возобновлено трамвайное движение в Атланте. Движение ранее было закрыто в 1949 году.
- В 2014 году трамвайное движение запущено в Тусоне.[9]
- В 2015 году восстановлено движение в Вашингтоне. Трамвай прекратил работу с 1962 года
- В 2016 году восстановлено движение в Далласе.[9]
- В 2016 году возобновлено трамвайное движение в Цинциннати.[9]
- 2016 год — открыто трамвайное движение в Канзас-Сити. Движение ранее было прекращено 23 июня 1957 года.
- В 2017 году трамвай вернулся на улицы Детройта. Трамвай работал до 1956 года.
- В 2018 году трамвайное движение запущено в Милуоки, где трамвай был закрыт в 1958 году[7][8].
- 8 ноября 2018 года — трамвай запущен в Эль-Пасо.

## В культуре
Большой американский трамвайный скандал обыгран в фильме Роберта Земекиса «Кто подставил кролика Роджера», где в городе, вымышленном Голливуде (на самом деле в реальном Голливуде трамваев не было), продают трамвайный парк компании Cloverleaf, которой владеет судья Рок, для последующей ликвидации трамвайного движения в городе.